# Coelioxys gonaspis
Coelioxys gonaspis là một loài Hymenoptera trong họ Megachilidae. Loài này được Cockerell mô tả khoa học năm 1924.